# Mick Barry

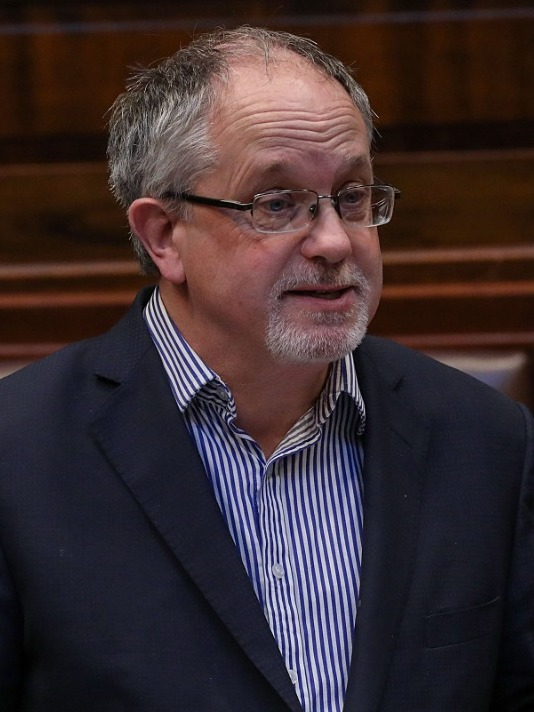
Mick Barry (2022)

Mick Barry (* 17. September 1964 in Columbus, Ohio, Vereinigte Staaten von Amerika) ist ein irischer Politiker der sozialistischen Partei People Before Profit.

## Leben
Barry wurde als Kind irischer Eltern in den Vereinigten Staaten geboren. 1971 zog die Familie zurück nach Irland und ließ sich im Dubliner Stadtteil Rathfarnham nieder. 1991 zog Barry nach Cork. Barry war wie Ruth Coppinger oder Clare Daly Mitglied der Irish Labour Party. 1989 wurde er wegen seiner Militanz ausgeschlossen; er schloss sich stattdessen den Sozialisten an. 2002 versuchte er erstmals für den Dáil Éireann im Wahlkreis Cork North-Central zu kandidieren. Er blieb ebenso erfolglos wie bei den Wahlen 2007 und 2011.
2004 wurde er erstmals in den Cork City Council gewählt, diesen Sitz konnte er 2009 und 2014 verteidigen.
2016 gelang es ihm doch, für die Anti-Austerity Alliance in Cork North-Central einen Sitz im Dáil Éireann zu erringen. Diesen konnte er dann für die People Before Profit/Solidarity 2020 verteidigen. 2024 verlor er seinen Sitz, wenn auch knapp, wieder.